# Ericsson Vikings
Maillots
Les AS Ericsson Vikings, est une section de l'Amicale Sportive de la société Ericsson. C'est un club de floorball français fondé en 2005. Le club n'existe plus depuis 2015.

## Pour approfondir